# Miacídeos
Os Miacídeos (nome científico: Miacidae) são uma família de mamíferos placentários carnívoros extintos, muito comuns durante os períodos Eoceno e Oligoceno, parte da superordem Ferae e coorte Laurasiatheria. Junto com os Viverravidae, formam a superfamília Miacoidea, às vezes reunidos num clado Carnivoramorpha, sendo os ancestrais da Ordem Carnivora.
Os miacídeos apareceram abruptamente na América do Norte na forma do gênero Uintacyon, conhecido desde o período Paleoceno Superior, seguido sucessivamente por mais três linhagens: Miacis, Vassacyon e Vulpavus. O surgimento abrupto destes gêneros provavelmente sugere ancestrais asiáticos ou europeus. Vassacyon é muito similar a Uintacyon, e pode ser seu descendente, assim como Vulpavus guarda semelhanças com Miacis, podendo ser um descendente direto da linhagem seqüencial Miacis deutschi-Miacis exiguus.

## Classificação
- Gênero Dormaalocyon Sole, Smith, Coillot, de Bast, & Smith, 2014
  - Dormaalocyon latouri  (Quinet, 1966) [Eoceno Inferior – Europa – Dormaal, Bélgica]
- Gênero Gracilocyon Smith & Smith, 2010
  - Gracilocyon winkleri  (Gingerich, 1983) [Eoceno Inferior - América do Norte - Wyoming]
  - Gracilocyon rosei  (Heinrich, Strait e Houde, 2008) [Eoceno Inferior – América do Norte – Wyoming]
- Gênero Miacis Cope, 1872
  - Miacis deutschi Gingerich, 1983 [Eoceno Inferior - América do Norte - Wyoming e Colorado]
  - Miacis exiguus Matthew, 1915 [Eoceno Inferior - América do Norte - Wyoming e Colorado]
  - Miacis petilus Gingerich, 1983 [Eoceno Inferior - América do Norte - Wyoming]
  - Miacis latidens Matthew, 1915 [Eoceno Inferior/Médio - América do Norte - Wyoming e Colorado]
  - Miacis parvivorus Cope, 1872 [Eoceno Inferior/Médio - América do Norte - Colorado, Novo México, Utah e Wyoming]
  - Miacis hargeri (Wortman, 1901) [Eoceno Médio - América do Norte - Wyoming]
  - Miacis hookwayi Stock, 1934 [Eoceno Superior - América do Norte - California]
  - Miacis sylvestris (Marsh, 1872) [Eoceno Médio - América do Norte - Wyoming]
  - Miacis gracilis Clark, 1939 [Eoceno Médio - América do Norte - Utah]
  - Miacis invictus Matthew e Granger, 1925 [Eoceno Superior - Ásia - China e Mongólia]
  - Miacis lushiensis Chow, 1975 [Eoceno Superior - Ásia - China]
- Gênero ParamiacisMathis, 1985
  - Paramiacis exilis (Filhol, 1976)
  - Paramiacis teilhardi (Mathis, 1987)
- Gênero Chailicyon Chow, 1987
  - Chailicyon crassidens Chow, 1975 [Eoceno Médio/Superior - Ásia - Lunan, China]
- Gênero Vulpavus Marsh, 1871
  - Vulpavus australis Matthew, 1915 [Eoceno Inferior/Médio - América do Norte - Wyoming, Utah, Novo México e Colorado]
  - Vulpavus canavus (Cope, 1881) [Eoceno Inferior/Médio - América do Norte - Colorado e Wyoming]
  - Vulpavus profectus Matthew, 1909 [Eoceno Médio - América do Norte - Wyoming]
  - Vulpavus palustrisMarsh, 1871 [Eoceno Médio - América do Norte - Wyoming]
  - Vulpavus ovatus Matthew, 1909 [Eoceno Médio - América do Norte - Wyoming]
- Gênero Uintacyon Leidy, 1872
  - Uintacyon gingerichi Heinrich, Strait e Houde, 2008 [Eoceno Inferior - América do Norte - Wyoming]
  - Uintacyon rudis Matthew, 1915 [Paleoceno Superior/Eoceno Inferior - América do Norte - Wyoming]
  - Uintacyon massetericus (Cope, 1882) [Eoceno Inferior - América do Norte - Novo México, Colorado e Wyoming]
  - Uintacyon asodes Gazin, 1952 [Eoceno Inferior - América do Norte - Colorado e Wyoming]
  - Uintacyon vorax Leidy, 1873 [Eoceno Médio - América do Norte - Colorado e Wyoming]
  - Uintacyon jugulans Matthew, 1909 [Eoceno Médio - América do Norte - Wyoming]
  - Uintacyon edax Leidy, 1872 [Eoceno Médio - América do Norte - Wyoming]
- Gênero Vassacyon Matthew, 1909
  - Vassacyon bowni Heinrich, Strait e Houde, 2008 [Eoceno Inferior - América do Norte - Wyoming]
  - Vassacyon promicrodon (Wortman e Matthew, 1899) [Eoceno Inferior - América do Norte - Wyoming]
- Gênero Oodectes Wortman, 1901
  - Oodectes jepseni (Gunthrie, 1967) [Eoceno Inferior - América do Norte - Wyoming]
  - Oodectes herpestoides Wortman, 1901 [Eoceno Médio - América do Norte - Wyoming e Colorado]
  - Oodectes proximus (Matthew, 1909) [Eoceno Médio - América do Norte - Wyoming]
  - Oodectes pugnax (Wortman e Matthew, 1899) [Eoceno Médio - América do Norte - Wyoming]
- Gênero Xinyuictis Tung e Chi, 1975
  - Xinyuictis tenuis (Zheng, Tung e Qi, 1975) [Eoceno Superior - Ásia - China]
- Gênero Ziphacodon Marsh, 1982
  - Ziphacodon rugatus Marsh, 1982 [Eoceno Médio – América do Norte - Wyoming]
- Gênero Paramiacis Mathis, 1987
  - Paramiacis exilis (Filhol, 1876) [Eoceno Médio - Europa - França]
- Gênero Paroodectes Springhorn, 1980
  - Paroodectes feisti Springhorn, 1980 [Eoceno Médio – Europa - Alemanha]
- Gênero Prodaphaenus Matthew, 1899
  - Prodaphaenus uintensis (Osborn, 1845) [Eoceno Médio - América do Norte - Utah]
- Gênero Palaearctonyx Matthew, 1909
  - Palaearctonyx meadi Matthew, 1909 [Eoceno Médio - América do Norte - Montana]
- Gênero Eostictis Scott, 1945
  - Eosictis avinoffi Scott, 1945 [Eoceno Médio/Superior - América do Norte - Utah]
- Gênero Miocyon Bryant, 1992
  - Miocyon magnus Bryant, 1992 [Eoceno Médio - América do Norte - Utah, Wyoming, Alberta e Saskatchewan]
  - Miocyon scotti (Wortman e Matthew, 1899) [Eoceno Médio - América do Norte - Texas e Utah]
  - Miocyon major (Matthew, 1909) [Eoceno Médio - América do Norte - Utah e Wyoming]
- Gênero Tapocyon Stock, 1934
  - Tapocyon robustus (Peterson, 1919) [Eoceno Médio - América do Norte - Utah]
  - Tapocyon dawsonae Wesley e Flynn, 2003 [Eoceno Médio - América do Norte - California]
- Gênero Quercygale Kretzoi, 1945
  - Quercygale angustidens (Filhol, 1872) [Eoceno Superior - Europa - França, Suíça e Inglaterra]
- Gênero Simamphicyon Viret, 1942
  - Simamphicyon helveticus Pictet e Humbert, 1869 [Eoceno Médio/Superior - Europa]
- Gênero Messelogale Springhorn, 2001
  - Messelogale kessleri (Springhorm, 1982) [Eoceno Médio - Europa - Alemanha]
- Gênero Prohesperocyon Wang, 1994
  - Prohesperocyon wilsoni (Gustafson, 1986) [Eoceno Superior - América do Norte - Texas]

## Filogenia segundo Polly et alii, 2006
```
  |-
Viverravidae

  |--+-- 
Oodectes

  |--+-- 
Vulpavus ovatus

  |--+-- 
Vulpavus profectus

  `--+--+---- 
Miacis parvivorus

        `--+--+-- 
"Miacis" sylvestris

           |  `-- 
Prohesperocyon

           |
           `--+-- 
Tapocyon

              `--+--+-- 
Gustafsonia

                 |  `-- 
Daphoenus
 (
Amphicyonidae
)
                 +----- 
Caniformia

                 `--+-- 
Feliformia
```